# Сулейманов, Акиф Фирудинович
Акиф Фирудинович Сулейманов (каз. Акиф Фирудинұлы Сүлейманов; род. 14 декабря 1976, Мерке, Джамбулская область) — казахстанский юрист.

## Биография
В 1994 году с отличием окончил СШ № 17 им. Трубицына с. Мерке Жамбылской обл. В 1998 году с отличием окончил юридический факультет КазНУ им.аль-Фараби.
В 2000 году окончил магистратуру КазНУ им.аль-Фараби по специальности «Государственное право и управление».
В 2006 году защитил диссертацию на соискание ученой степени кандидата юридических наук (Научный руководитель: Академик НАН РК, д.ю.н., профессор Баймаханов М. Т.).
В 2008 году Комитетом по контролю в сфере образования и науки МОН РК присвоено ученое звание «доцент правоведения».
В 2010 году защитил диссертацию на соискание ученой степени доктора юридических наук по теме: «Теоретические и прикладные проблемы формирования системы общественного контроля над деятельностью органов исполнительной власти Республики Казахстан».
С 2000 года преподаватель, ст.преподаватель, доцент, заведующий кафедрой, профессор кафедры «Юридические дисциплины» Академии экономики и права г. Алматы.
С 2010 года по настоящее время Проректор по научной работе Академии экономики и права г. Алматы. Доцент кафедры «Теории государства и права и конституционного права» КазНПУ имени Абая.
С сентября 2015 года профессор Школы права Университета Нархоз, по совместительству академический профессор Высшей школы права «Адилет» Каспийского университета г. Алматы.
Член редакционных коллегий научных журналов: Ученые записки Академии экономики и права, Правовая реформа Казахстана, Вестник КазНПУ имени Абая(серия «Юридическая»)

## Научная деятельность
Область научных интересов: конституционное право, административное право, государственная служба и управление, права человека, государственный и общественный контроль.
Профессором Сулеймановым А. Ф. Подготовлено более 25 магистров юридических наук и магистров права.
Более 100 научных работ, в том числе 2 монографии: «Конституционно-правовые основы взаимодействия Президента и Конституционного совета Республики Казахстан» (2007 г.), «Общественный контроль в РК» (2012 г.), а также 4 учебных пособия: «Президент и Конституционный Совет РК» (2008 г.), «Уровень жизни населения: современное состояние и пути повышения»(2012 г. в соавторстве), «Использование инновационных и интерактивных методов в преподавании юридических дисциплин» (2013 г., в соавторстве), «Президент и Конституционный совет РК: конституционно-правовые основы взаимодействия»(2012 г.).

## Награды и звания
В 2010 году награждён Почетной грамотой ректора Академии экономики и права «Лектор года».
В 2013 году награждён серебряной медалью имени В. И. Вернадского «За выдающиеся достижения в области естественных и гуманитарных наук» (Россия, РАЕ).
В 2013 году награждён нагрудным знаком Министерства образования и науки Республики Казахстан «За заслуги в развитии науки Республики Казахстан». В 2015 году награждён медалью Министерства юстиции Республики Казахстан «За вклад в развитии органов юстиции».

## Научные труды
1. Сулейманов А. Ф. Правовой статус Президента РК, порядок его избрания и смещения // Вестник КазНУ им. аль-Фараби. Серия юридическая. — Алматы: Қазақ университеті, 1999. — № 2(11). — С. 27-30.
2. Сулейманов А. Ф. Вопросы совершенствования деятельности Конституционного Совета Республики Казахстан и его взаимодействия с Президентом // Казахстанский журнал международного права. — Алматы, 2007. — № 4(28). — С. 144—148.
3. Сулейманов А. Ф. Место и роль Президента в системе высших органов власти Республики Казахстан // Научные труды «Әділет». — Алматы, 2007. — № 2(22).
4. Жанузакова Л. Т. Президент Республики Казахстан как участник конституционного производства / Л. Т. Жанузакова, А. Ф. Сулейманов // Вестник Института законодательства Республики Казахстан. — Астана, 2007. — № 4(8). — С. 18-22.
5. Сулейманов А. Ф. Конституционные принципы защиты прав человека // Проблемы становления правового государства и конституционный процесс в Республике Казахстан: материалы республиканской научно-теоретической конференции, посвящённой 70-летию академика НАН РК М. Т. Баймаханова. — Алматы, 2004 — С.113-114.
6. Сулейманов А. Ф. Обращения Президента Республики Казахстан в Конституционный Совет по вопросам проверки конституционности законов Казахстан и мировое сообщество: проблемы истории, экономики и права, 25 марта 2005. — Алматы: Академия экономики и права // Учёные записки АЭП, 2005 .- Ч.1. — № 1(8). — С. 195—200.
7. Сулейманов А. Ф. Обращения Президента в Конституционный Совет по вопросу об официальном толковании норм Конституции // Правовая и экономическая политика Республики Казахстан: проблемы, итоги, перспективы: материалы международной научно-теоретической конференции, 26 апреля 2007 года. — Алматы: Академия экономики и права, 2007. — Том 2. — С. 128—130.
8. Сулейманов А. Ф. Юридическая природа возражений Президента Республики Казахстан па решения Конституционного Совета // Учёные записки Академии экономики и права. — Алматы, 2005. — № 2(9). — С. 116—125.
9. Сулейманов А. Ф. Место Конституционного Совета Республики Казахстан в системе государственных органов // Вестник университета им. Д. А. Кунаева. — Алматы, 2006. — № 2(19). — С. 55-60.
10. Сулейманов А. Ф. Обращения Президента по вопросам о правильности проведения выборов президента, депутатов Парламента и республиканского референдума// Пути модернизации стран Центральной Азии: материалы IV Международной научной конференции, 1-2 марта 2007 года. — Алматы: Казахстанско-Немецкий Университет, 2007. — С. 224—229
11. Сулейманов А. Ф. Конституционно-правовые формы взаимодействия Президента и Конституционного Совета // Информационная эпоха: общество, экономика, культура, право: материалы международной научно — теоретической, 23 мая 2002 года. — Алматы: Академия экономики и права, 2002. — С. 147—148.
12. Сулейманов А. Ф. Становление органов конституционного контроля в Республике Казахстан // Актуальные проблемы и перспективы совершенствования принципов демократического развития государства и общества: сборник докладов международной научно-практической конференции, посвящённой 90-летию Д. А. Кунаева, 17 мая 2002 года. — Алматы: Университет им. Д. А. Кунаева, 2002. — С. 77-78.
13. Сулейманов А. Ф. Вопросы совершенствования деятельности Конституционного Совета Республики Казахстан и его взаимодействия с Президентом // Развитие институтов демократии в Республике Казахстан в свете конституционной реформы 2007 года: материалы международной научно-практической конференции, 29 февраля 2007. — Алматы: КазНПУ им. Абая.2007. — С. 220—227.
14. Сулейманов А. Ф. Конституционные полномочия Президента Республики Казахстан // Учёные записки Университета экономики и права. — Алматы, 2000.-№ 2. — С. 24-32.
15. Сулейманов А. Ф. Особенности становления и развития института президентства в Республике Казахстан // Вестник КазГНУ им. аль-Фараби. Серия юридическая. — Алматы, 2000. — № 1(14). — С. 147—154.
16. Сулейманов А. Ф. Полномочия Президента Республики Казахстан по формированию состава Конституционного Совета и проблемы их реализации // Научные труды «Әділет». — Алматы, 2005. — № 1(17). — С. 101—106.
17. Сулейманов А. Ф. О некоторых проблемах совершенствования взаимодействия Президента, Парламента и Конституционного Совета РК // Правовая реформа в Казахстане. — Алматы, 2008. — № 1(41). — С. 19-23.
18. Сулейманов А. Ф. О некоторых проблемах совершенствования взаимодействия Президента, Парламента и Конституционного Совета РК// Журнал Экономика и право Казахстана. — Алматы, 2008. — № 3(315). — С.33-38.
19. Сулейманов А. Ф. Конституционно-правовые основы взаимодействия Президента и Конституционного Совета Республики Казахстан: монография. — Алматы: Изд-во Свет, 2007. — 192с.
20. Сулейманов А. Ф. Президент и Конституционный Совет Республики Казахстан: учебное пособие. — Алматы: Издательство «Свет», 2008. — 215 с.
21. Сулейманов А. Ф. Совершенствование государственной службы Республики Казахстан во взаимодействии с институтом общественного контроля // Право и политика. — Бишкек, 2009. — № 2. — С. 41-44.
22. Сулейманов А. Ф. Теоретико-правовые основы административной юрисдикции органов исполнительной власти Республики Казахстан // Казахстанский журнал Международного права. — Алматы, 2009. — № 3 (35). — С. 38-42.
23. Сулейманов А. Ф. Принципы деятельности органов общественного контроля Республики Казахстан // Вестник университета им. Д. А. Кунаева. — Алматы, 2009. — № 3 (32). — С. 30-32.
24. Сулейманов А. Ф. Причины и условия нарушений прав и свобод граждан должностными лицами органов исполнительной власти Республики Казахстан // Вестник университета им. Д. А. Кунаева. — Алматы, 2009. — № 4 (33). — С. 70-75.
25. Сулейманов А. Ф. Поощрительные меры, как стимулирующий фактор соблюдения законности в правоохранительной деятельности исполнительных органов Республики Казахстан // Казахстанский журнал Международного права. — Алматы, 2009. — № 4 (36). — С. 39-41.
26. Сулейманов А. Ф. Общественный контроль за рассмотрением обращений граждан органами исполнительной власти Республики Казахстан // Казахстанский журнал Международного права. — Алматы, 2010. — № 1 (37). — С. 13-16.
27. Сулейманов А. Ф. Объективные и субъективные факторы нарушения прав граждан должностными лицами органов исполнительной власти // Вестник университета им. Д. А. Кунаева. — Алматы, 2010. — № 1 (34). — С. 28-32.
28. Сулейманов А. Ф. Цели и задачи общественного контроля над правоохранительной деятельностью исполнительных органов Республики Казахстан // Ученые труды Академии МВД Республики Казахстан. — Алматы, 2010. — № 1 (22). — С. 42-45.
29. Сулейманов А. Ф. Конституционный контроль в системе юридических механизмов защиты прав и свобод человека и гражданина // Ученые записки Академии экономики и права. — Алматы, 2010. — № 1 (18). — С. 45-50.
30. Сулейманов А. Ф. Профессионализм и компетентность в государственно-служебных отношениях органов исполнительной власти Республики Казахстан в правоохранительной сфере // Научные труды «Әділет». — Алматы, 2010. — № 1 (31). — С. 43-47.
31. Сулейманов А. Ф. Контроль как функция управления // Університетськi науковi записки. — Республика Украина: Хмельницкий, 2010. — № 1 (33). — С. 109—113.
32. Сулейманов А. Ф. Европейские стандарты в области прав человека: деятельность Уполномоченного по правам человека в Республике Казахстан // Право и государство. — Астана: КазГЮА, 2010. — № 2 (47). — С. 163—168.
33. Сулейманов А. Ф. Правовые проблемы обжалования органами общественного контроля административных взысканий, наложенных правоохранительными органами Республики Казахстан // Ғылым-Наука. — Костанай, 2010. — № 2 (25). — С. 40-44.
34. Сулейманов А. Ф. Правовые проблемы юридических форм реализации осуществления административных процедур // Вестник Казахского национального университета им. Аль-Фараби. Серия юридическая. — Алматы, 2010. — № 2 (54). — С. 43-47.
35. Сулейманов А. Ф. Общественный контроль и перспективы его развития // Ученые труды Академии МВД Республики Казахстан. — Алматы, 2010. — № 2 (23). — С. 34-38.
36. Сулейманов А. Ф. Рассуждения о факторах нарушения прав граждан сотрудниками органов исполнительной власти в сфере административной юрисдикции // Вестник Казахского национального педагогического университета. Серия юриспруденция. — Алматы, 2010. — № 2 (20). — С. 22-26.
37. Сулейманов А. Ф. Защита прав и свобод человека посредством общественного контроля // Правовая реформа в Казахстане: информационно-аналитический журнал. — Алматы, 2010. — № 2 (50). — С. 20-22.
38. Сулейманов А. Ф. Теоретические и прикладные проблемы обеспечения права на квалифицированную юридическую помощь субъектам административно-юрисдикционных отношений // Илмий журнал Тошкент Давлат юридик институти «Ахборотномаси» = Вестник Ташкентского юридического института. — Тошкент, 2010. — № 3. — С. 151—154.
39. Сулейманов А. Ф. Теоретико-правовые основы контроля // Вестник Евразийского гуманитарного института. — Астана, 2010. — № 3. — С. 22-25.
40. Сулейманов А. Ф. Институт Уполномоченного по правам человека Республики Казахстан: состояние и перспективы оптимизации // Azerbaycan Milli Elmlәr Akademiyasinin Gәnclәrin intellectual inkisaf mәrkәzi. Gәnc alimlәrin әsәrlәri. — Баку.
41. Сулейманов А. Ф. Правоохранительная деятельность органов исполнительной власти Республики Казахстан // Фемида. — Алматы, 2010. — № 6 (174). — С. 37-38.
42. Сулейманов А. Ф. Административные процедуры, как основные организационно-правовые формы и средства общественного контроля // Мир закона. — Алматы, 2010. — № 6 (109). — С. 20-24.
43. Сулейманов А. Ф. К вопросу о принципах общественного контроля // Экономика и право Казахстана. — Алматы, 2010. — № 12 (372). — С. 37-41.
44. Сулейманов А. Ф. Теоретические аспекты толкования отдельных положений Конституции Республики Казахстан о правах и свободах человека и гражданина //Подходы к решению проблем законотворчества и правоприменения: сборник науч.тр.адъюнктов и соискателей. — Омск: Омская академия МВД России, 2010. — Вып. 17. — С. 6-10.
45. Сулейманов А. Ф. Теоретические основы развития института общественного контроля Республики Казахстан / /Наука и её роль в современном мире: материалы Международной научно-практической конференции, 29.01.2010 г. — Караганда: Карагандинский университет «Болашак», 2010. — Ч. 1. — С. 378—380.
46. Сулейманов А. Ф. Некоторые аспекты реализации гарантий прав личности на стадии возбуждения дел об административных правонарушениях органами исполнительной власти Республики Казахстан // Концепция правовой политики Республики Казахстан на период с 2010 до 2020 года — новый этап в правовом строительстве: материалы Международной научно-практической конференции, посвящённой 60-летию Б. Х. Толеубековой, 19.02.2010 г. — Алматы: Казахский национальный педагогический университет им. Абая, 2010. — С. 177—182.
47. Сулейманов А. Ф. Правовой статус органов исполнительной власти в юрисдикционном процессе // Председательство Казахстана в ОБСЕ. Международно-правовые стандарты обеспечения, охраны и защиты прав и свобод человека и гражданина: материалы Международной научно-практической конференции, 27.05.2010 г. — Алматы: Академия МВД Республики Казахстан, 2010. — С. 229—236.
48. Сулейманов А. Ф. К вопросу понятий «контроль» и «надзор» // Проблемы развития конституционализма в Казахстане: материалы Международной научно-практической конференции, посвящённой 80-летию Академика НАН Республики Казахстан, доктора юридических наук, профессора Г. С. Сапаргалиева, 12.06.2010 г. — Алматы: Казахский Национальный Педагогический университет имени Абая, 2010. — С. 182—185.
49. Сулейманов А. Ф. Проблемы эффективности общественного контроля в правоохранительной сфере // Проблемы совершенствования политической системы казахстанского общества в современных условиях: материалы Республиканской научно-теоретической конференции, посвящённой 80-летию Академика НАН Республики Казахстан, доктора юридических наук, профессора Г. С. Сапаргалиева, 23.06.2010 г. — Алматы: Казахский Национальный Университет имени аль-Фараби, 2010. — С. 210—215.
50. Сулейманов А. Ф. Субъекты осуществления государственного контроля в Республике Казахстан // Роль науки в повышении эффективности деятельности правоохранительных органов: материалы Международной научно-практической конференции, 25.06.2010 г. — Алматы: Академия МВД Республики Казахстан, 2010. — С. 91-103.
51. Сулейманов А. Ф. Проблемы совершенствования и развития общественного контроля в Республике Казахстан на современном этапе // Учёные записки Академии экономики и права. — Алматы, 2011. — № 1 (20). — С. 53-57.